# Monroe (Canada)
Monroe is een plaats in de Canadese provincie Newfoundland en Labrador. De plaats bevindt zich aan de oostkust van het eiland Newfoundland en maakt deel uit van het local service district Smith Sound.

## Geografie
Monroe ligt aan de noordelijke oever van Smith Sound, een lange zeearm die Newfoundland scheidt van Random Island. Het gehucht is gelegen aan provinciale route 232. Het grenst in het westen aan Gin Cove en in het oosten aan Waterville.

## Geschiedenis
In 1997 kregen de inwoners van Monroe voor het eerst beperkt lokaal bestuur doordat de plaats tezamen met enkele buurdorpen deel ging uitmaken van het nieuw opgerichte local service district (LSD) Harcourt-Monroe-Waterville. Door een fusieoperatie maakt Monroe sinds 2013 deel uit van het grotere LSD Smith Sound.

## Demografie
Tussen 1991 en 1996 daalde de bevolkingsomvang van Monroe van 60 naar 51. Vanaf de volkstelling van 2001 worden er niet langer aparte censusdata voor Monroe bijgehouden. Sindsdien kende het gebied, net zoals de meeste afgelegen plaatsen op Newfoundland, een aanzienlijke bevolkingsdaling.